# 胡安·米蘭達
胡安·米蘭達（西班牙語：Juan Miranda；2000年01月19日—），是一名西班牙足球运动员，场上司职左后卫，目前效力于意甲球队博洛尼亚。

## 荣誉

### 国家队
西班牙U-19
- U-19欧锦赛：2019

 西班牙U-23
- 奧林匹克運動會足球比賽銀牌：2020年

博洛尼亞
- 義大利盃冠軍：2024–25[2]

## 外部連結
- 胡安·米蘭達在BDFutbol中的档案
- 胡安·米蘭達－UEFA國際賽競賽紀錄
- Soccerway資料庫：胡安·米蘭達